# Winterheart’s Guild
Winterheart's Guild – trzeci album fińskiej grupy Sonata Arctica. Wydany w 2003 roku przez Spinefarm Records. Autorem wszystkich utworów jest Tony Kakko. Na podstawie albumu powstaje gra action RPG o tym samym tytule. Jest ona tworzona przez firmę Zelian Games we współpracy z zespołem.

## Lista utworów
1. „Abandoned, Pleased, Brainwashed, Exploited” – 5:37
2. „Gravenimage” – 6:58
3. „The Cage” – 4:37
4. „Silver Tongue” – 3:58
5. „The Misery” – 5:08
6. „Victoria’s Secret” – 4:43
7. „Champagne Bath” – 3:57
8. „Broken” – 5:18
9. „The Rest of The Sun Belongs to Me” – 4:22 (dodatkowy utwór na wydaniu japońskim i południowokoreańskim)
10. „The Ruins of My Life” – 5:14
11. „Draw Me” – 4:05
12. „Fade to Black” – 5:43 (cover Metallica) (dodatkowy utwór na wydaniu południowoamerykańskim)

## Twórcy
- Tony Kakko – śpiew, instrumenty klawiszowe
- Jani Liimatainen – gitara
- Marko Paasikoski – gitara basowa
- Tommy Portimo – instrumenty perkusyjne
- Jens Johansson – partie solowe na instrumentach klawiszowych w utworach „The Cage”, „Silver Tongue”, „Victoria’s Secret” i „Champagne Bath"